# Hans Jörg Rüegsegger

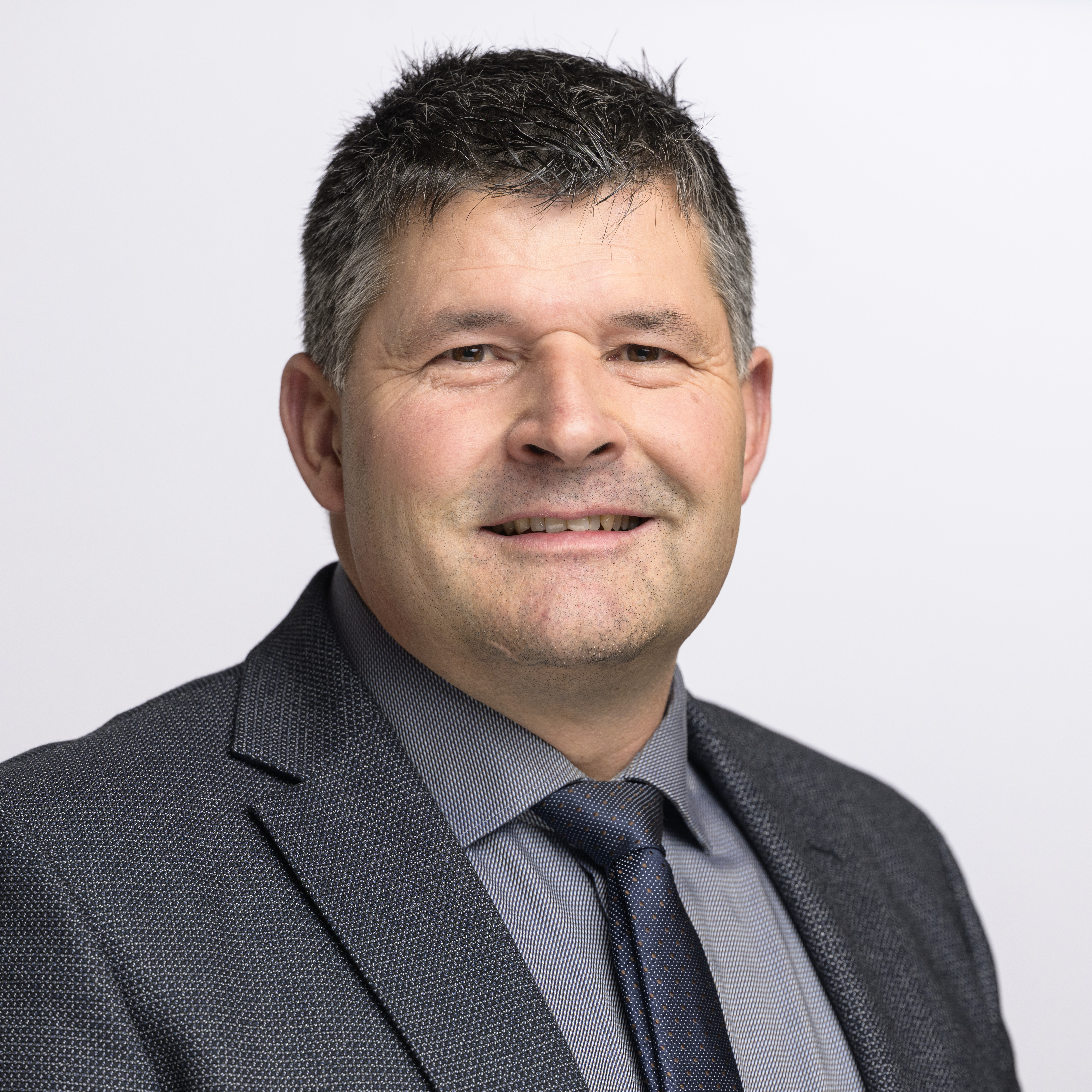
Hans Jörg Rüegsegger (2023)

Hans Jörg Rüegsegger (* 2. August 1970 in Riggisberg; heimatberechtigt in Röthenbach im Emmental) ist ein Schweizer Landwirt und Politiker (SVP).

## Leben
Hans Jörg Rüegsegger wurde in Riggisberg geboren, wo er auch die Real- und Sekundarschule besuchte. Danach absolvierte er eine landwirtschaftliche Lehre. Später besuchte er die Höhere Fachschule für Agro-Techniker Inforama Rütti in Zollikofen. Im Jahr 2000 übernahm er den elterlichen Landwirtschaftsbetrieb. Von 2012 bis 2023 war er Präsident des Berner Bauern Verbands.
Er ist verheiratet und hat fünf Kinder.
In der Schweizer Armee hat er den Rang eines Stabsadjutanten.

## Politik
Rüegsegger wurde 2014 in den Grossen Rat des Kantons Bern gewählt. Bei den Parlamentswahlen 2023 rückte er für Werner Salzmann, welcher als Ständerat wiedergewählt wurde, in den Nationalrat nach, wo er der Kommission für Wissenschaft, Bildung und Kultur (WBK-N) angehört.

## Positionen
Rüegsegger gehört u. a. der sogenannten Pestizid-Lobby an, welche das Gewässerschutzgesetz lockern will.